# إرنست فون بيرغمان
إرنست فون بيرغمان (16 ديسمبر 1836 – 25 مارس 1907) كان جراح الماني بلطيقي الجنسية. هو رائد الجراحة المعقمة.

## سيرته
ولد في ريغا، محافظة ليفونيا (Governorate of Livonia) (الآن لاتفيا)، في عام 1860 حصل على الدكتوراه في جامعة تارتو. ثم عمل كمساعد في العيادة الجراحية، وتلقى تدريباً لعملية جراحية في عهد جورج فون أدلمان (Georg von Adelmann) (والد زوجته في المستقبل)، وجورج فون اوتينجن (Georg von Oettingen). حصل على شهادته في عام 1864. من 1871 حتى 1878 كان أستاذا للجراحة في دوربات. في عام 1878 أصبح أستاذا في فورتسبورغ. في عام 1882 انتقل إلى جامعة برلين كخليفة لبرنهارد فون لانغينبيك (Bernhard von Langenbeck). وبقي كأستاذ للجراحة في برلين لما تبقى من حياته المهنية. اثنان من مساعديه في برلين هما كيرت شيملمبوش (Curt Schimmelbusch) (1860-1895) وفريدريك غوستاف فون برامان (1854-1913). كان ابنه، غوستاف فون بيرغمان (Gustav von Bergmann) (1878-1955) طبيبًا مرموقًا في الطب الباطني.

## مسهاماته
بيرغمان كان أول طبيب يدخل التعقيم الحراري للأدوات الجراحية، مما يقلل بشكل كبير من العدوى والتلوث في الجراحة.  كما أنه استخدم مواد تضميد معقمة بالبخار، مما دلل على تفوقها على المواد الكيميائية المضادة للجراثيم والميكروبات.. وكان أيضا من أوائل من تبني لبس «المعطف الأبيض».

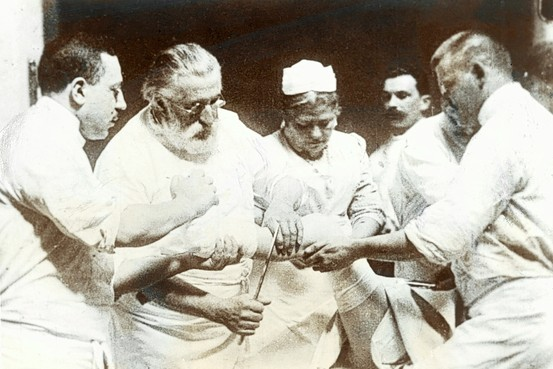
Bergmann and his assistants in "white coats" (c. 1897)
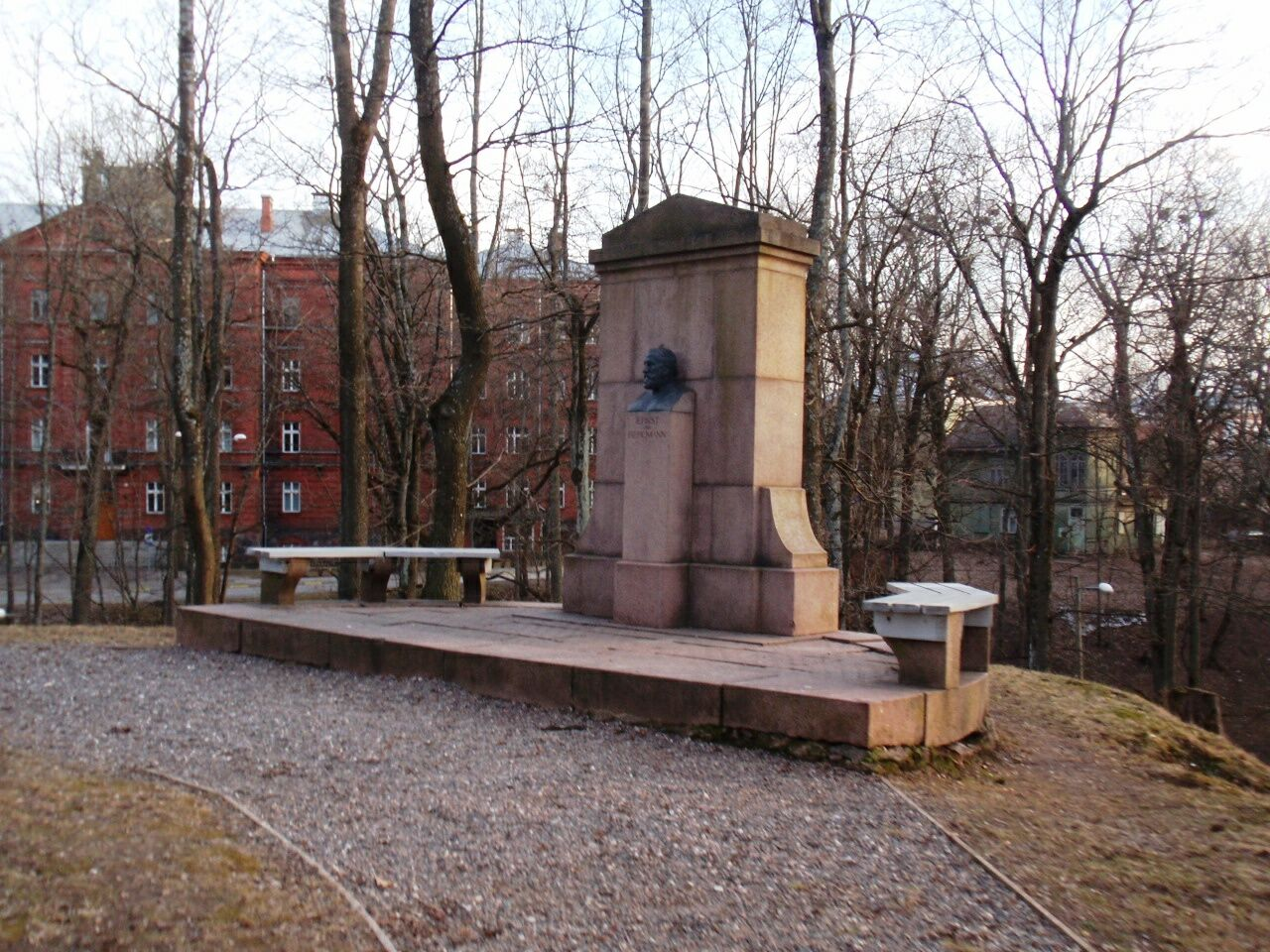
Monument of Bergmann in Tartu (former Dorpat)
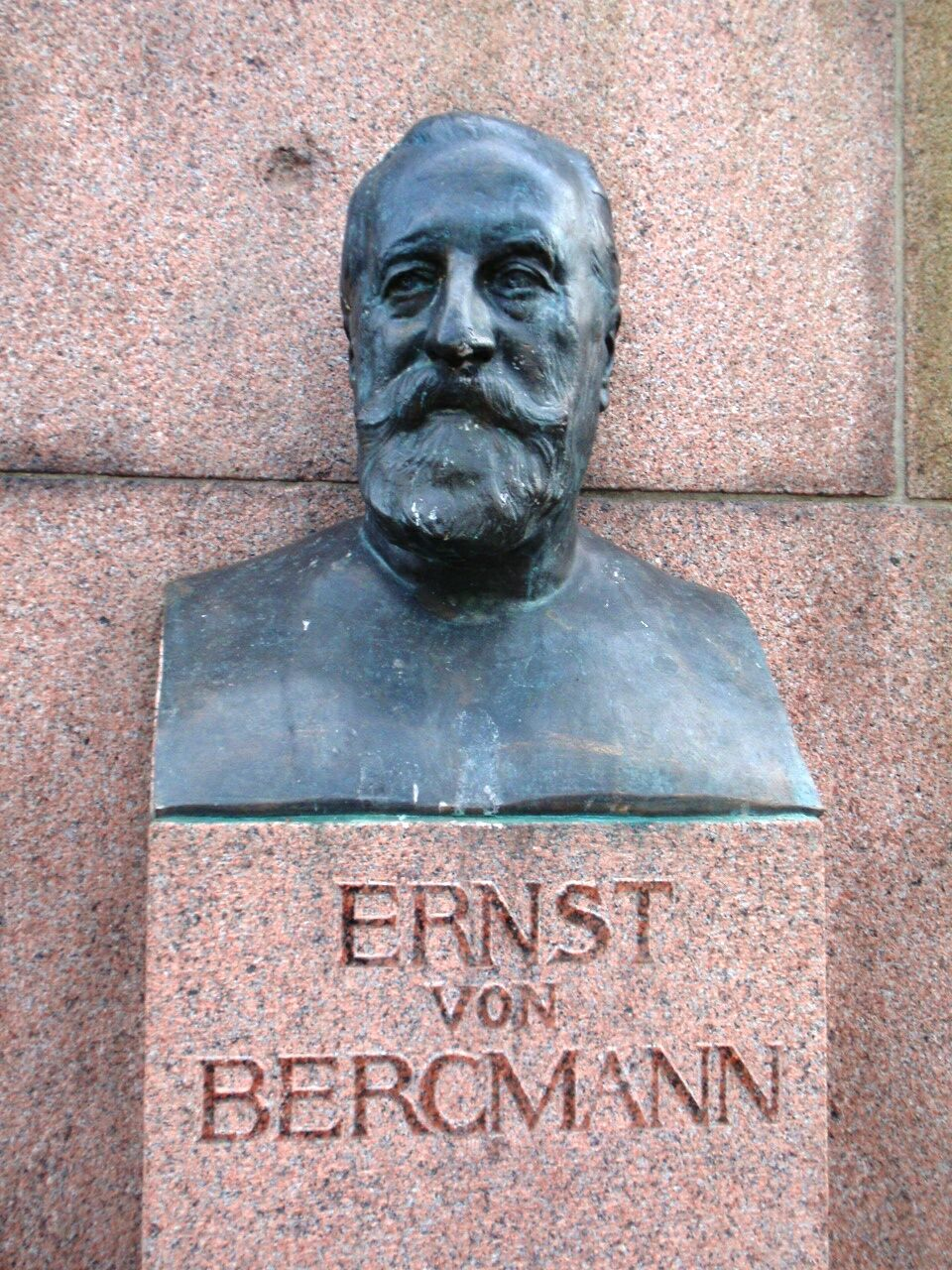
Monument of Bergmann (plaque)

## روابط خارجية
- إرنست فون بيرغمان على موقع الموسوعة البريطانية (الإنجليزية)